# Bajinci
Bajinci (cirill betűkkel Бајинци) egy falu Szerbiában, a Jablanicai körzetben, Crna Trava községben.

## Népesség
- 1948-ban 420 lakosa volt.
- 1953-ban 398 lakosa volt.
- 1961-ben 305 lakosa volt.
- 1971-ben 130 lakosa volt.
- 1981-ben 86 lakosa volt.
- 1991-ben 34 lakosa volt
- 2002-ben 23 lakosa volt,[1] akik mindannyian szerbek.[2]